# Lúcio Mânlio Capitolino
Lúcio Mânlio Capitolino (em latim: Lucius Manlius Capitolinus) foi um político da gente Mânlia nos primeiros anos da República Romana eleito tribuno consular em 422 a.C..

## Tribunato (422 a.C.)
Lúcio Mânlio foi eleito tribuno consular em 422 a.C. com Quinto Antônio Merenda e Lúcio Papírio Mugilano. Durante seu mandato, o tribuno da plebe Lúcio Hortênsio processou novamente Caio Semprônio Atratino pela sua condução da campanha contra os volscos no ano anterior, mas desistiu por causa da forte oposição de quatro de seus colegas.